# السيد ساكسوبيت

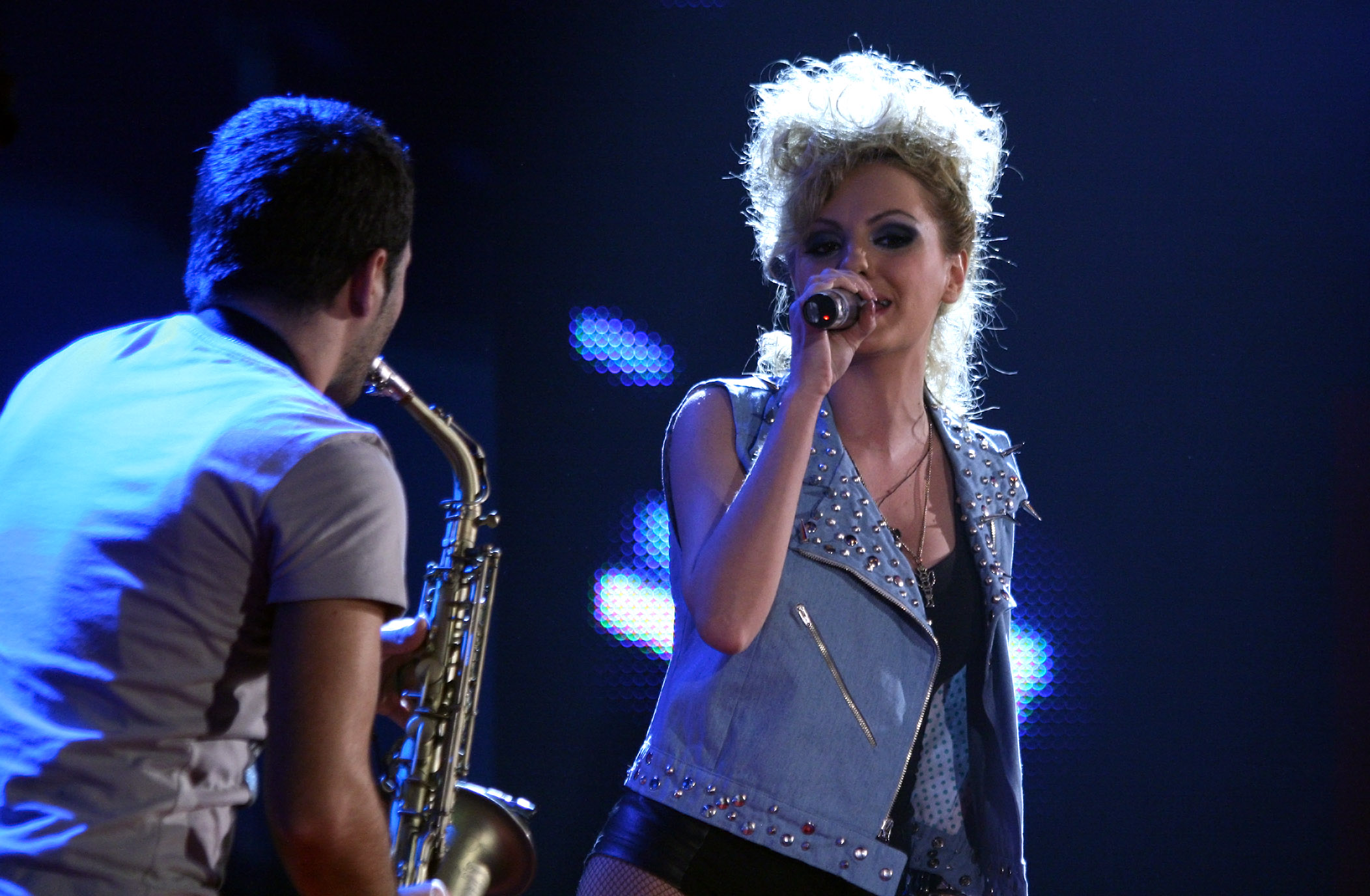
هي اغنيه مرتبطه للمغنيه الرومانيه الكسندرامما انا لي من نجاح كبير في عده سنوات كبيره من 2010 حتى عام 2021 مما يدل على نجاحها واستمرارها وارتباطها بي بي موسوعي ويبكيديا

(Mr. Saxobeat) ھي أغنیة للمغنیة الرومانیة ألكسندرا ستان، صدرت سنة 2010 أغنیًة ثانیة من ألبومھا الأول في الأستودیو،Saxobeats) 2011).كتب الأغنیة وأنتجھا مارسیل برودان وأندریه نیمیرشي، وسُجلت في أستودیو Maan الخاص بھم. من الناحیة الموسیقیة، فإن أغنیة (Mr. Saxobeat) ھي أغنیة أوروبیة للرقص ورقص البوب، مع الآلات الموسیقیة التي تتكون من سینثس وإیقاعات تكنو وساكسفون وبوق وتردد الكلمات صدى رؤیة المغني للرجل المثالي. شبّه ناقد موسیقي الآلات الموسیقیة بالمغنیة البربادوسیة ریھانا.
كان المراجعون إیجابیین تجاه التسجیل، إذ أشادوا بجاذبیته وتسلسلات الساكسفون وصوت ستان.
(Mr. Saxobeat) تلقت ترشیحات لجوائز الموسیقى الرومانیة لعام 2011 Romanian Music Awards و Los 40 Principales 2011، وكذلك في جائزة Echo Music Prize لعام 2012.
تجاريًا، أصبحت الأغنیة المنفردة التي حققت نجاحًا كبیرًا، إذ وصلت إلى المراكز العشرة الأولى من المخططات في أكثر من 20 دولة وحصلت على شھادات مختلفة. اعتبارًا من یونیو 2013، باعت الأغنیة ما یقرب من ملیون نسخة في جمیع أنحاء العالم في أقل من عام.
للترقیة، صُور فیدیو موسیقي مصاحب بواسطة Iulian Moga في بوفتیا، رومانیا. وحُمل على موقع یوتیوب في 14 نوفمبر 2010، یصور ستان واثنین من أصدقائه في أثناء القبض علیھم وإجراء مقابلات معھم من قبل الشرطة ووضعھم في السجن ثم الھروب من المحطة.
قامت المغنیة بأداء الاغنیة في مناسبات متعددة، وقد غطته فنانین مثل سیلینا جومیز  وذا سین وأومیغا. كما ظھرت أغنیة (Mr. Saxobeat) في المسلسلات التلفزیونیة وفي ألعاب الفیدیو Dance Central 3 وJust Dance 4.

## الخلفیة والتألیف
في شبابھا، شاركت ألكسندرا ستان في العدید من المسابقات المتعلقة بالموسیقى
متضمنةً مھرجان مامایا للموسیقى سنة 2009. اكتشفھا المنتجون وكتاب الأغاني الرومانیون مارسیل برودان وأندریه نیمیرشي في
العام نفسه في حانة كاریوكي في كونستانتا. عرضوا علیھا صفقة قیاسیة مع شركة Maan Records، وسجلت أغنیة ترویجیة
بعنوان (Show Me the Way).صعدت المغنیة إلى الشھرة في رومانیا بإصدار أغنیتھا المنفردة الأولى Lollipop
Param Pam Pam) (2009)) التي كثیرًا ما بُثت إذاعیًا. ولفتت انتباه الإدارة وراء مشروب الطاقة الأذربیجاني Trojka، الذین اقتربوا منھا
بفكرة إنشاء أغنیة لعرضھا في إعلان تجاري لمنتجھم.
نتج عن ذلك أغنیة (Trojka)، التي أصبحت في النھایة الإصدار القادم للمغنیة (Mr. Saxobeat) . سُجلت في Maan Studios مع الكتابة والإنتاج من قبل
Prodan وNemirschi. في مقابلة عام 2021، صرحت ستان بأنھا غیر راضیة عن عدم اعتمادھا مؤلفةً للأغنیة مدعیةً أنھا شاركت في عملیة الكتابة.
أُضیف الساكسفون إلى (Mr. Saxobeat) لاعتقاد ستان أنھا تناشد الشعب والثقافة  الأذربیجانیة، انتھى بھا الأمر إلى إلغاء فكرة قدیمة لازمة لصالح غناء نفس اللحن مثل الساكسفون في الجوقة.
(Mr. Saxobeat) مكتوبة بمفتاح بي الصغیر، وإیقاعھا مضبوط على 126 نبضة في الدقیقة.
یمتد غناء ستان من اف#3- دي5، ماورا جونستون من Village Voice قارنت إیصالھا إلى أغنیة ریھانا (in its weary hoarsines).
الأغنیة من النوع الأوروبي الراقص والبوب الراقص
إلى جانب حلقة الساكسفون »الجذابة بشكل یبعث على السخریة« التي یؤلفھا ویعزفھا كوزمین باساستینو،
تشتمل آلات الاغنیة أیضًا على آلات السینث »المتلألئة« ودقات التكنو والبوق.
یتمیز الساكسفون بوضوح برعشة صوتیة، »تأثیر شائع جدًا في تسجیلات منزل الساكس«، یُقطع رقمیًا إلى قطع صغیرة.
كتب تریس ماكول من The Star-Ledger، »الرابط بین الساكسفون والتعبیر الجنسي ھو ارتباط طویل الأمد، التنفس ملموس وحسي، والصوت المتفجر لساكس في انفجار كامل یحمل معه بعضًا من اندفاع جنوني للرغبة«.
فیما یتعلق بالساكسفون، قال ستان عند مقابلته: »أنا أعتبر الساكسفون أداة مثیرة للغایة وھي تستخدم أیضًا في منطقتي«.
وصف جوش بینس من Vice الاغنیة بأنھا »أغنیة نادي بلقانیة«، كما قارن صوتھا
Yolanda Be Cool ودیكوب We No Speak Americano )(2010)).
أطلق بیلبورد على أغنیة (Mr. Saxobeat) أغنیة .(one-off mainstream dance single) مع أغنیة ( We No Speak Americano).
أثناء كلمات الأغاني غنى ستان، " You make me this, bring me up, bring me down, plays it sweet/Make me move like a freak, Mr. Saxobeat"، الذي كتبه بینز كان »رؤیة ستان للرجل المثالي«.
وكتب: »یخبرنا المقطع الثاني أنه فتى مثیر یمكنه تحریر ستان، لكنھ خجول تمامًا. Mr. Saxobeat على ما یبدو یحتوي على شخصیات متعددة«. مرددًا ھذا الفكر، صرحت ستان أن (Mr. Saxobeat) كان فقط رؤیتھا للرجل المثالي عندما كانت على التلفزیون الألماني ARD.